# Hypsopygia costalis
Espèce
La Pyrale du fourrage (Hypsopygia costalis) est une espèce de lépidoptères (papillons) de la famille des Pyralidae.

## Description et écologie
Elle a une envergure de 16 à 23 mm. Elle vole de mai à juillet selon les endroits. Sa durée de vie est de quelques semaines.

Sa larve se nourrit de matière végétale sèche : poacées séchées (meules de foin, chaumes).

## Distribution
Europe.

## Synonymie
- Phalaena costalis Fabricius, 1775 - protonyme
- Herculia costalis
- Ocrasa costalis
- Orthopygia costalis

## Galerie

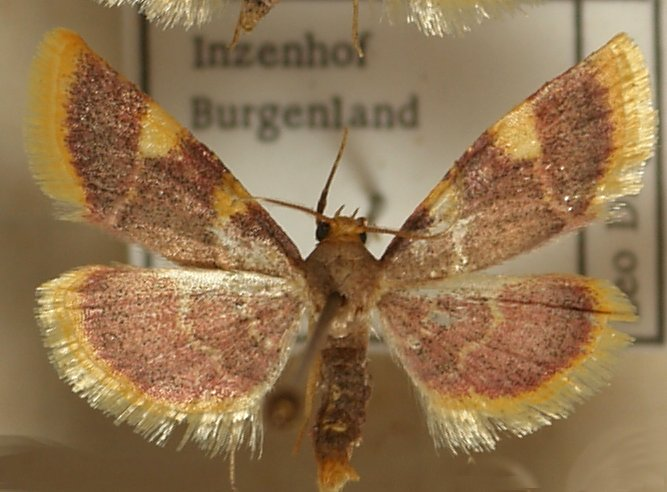
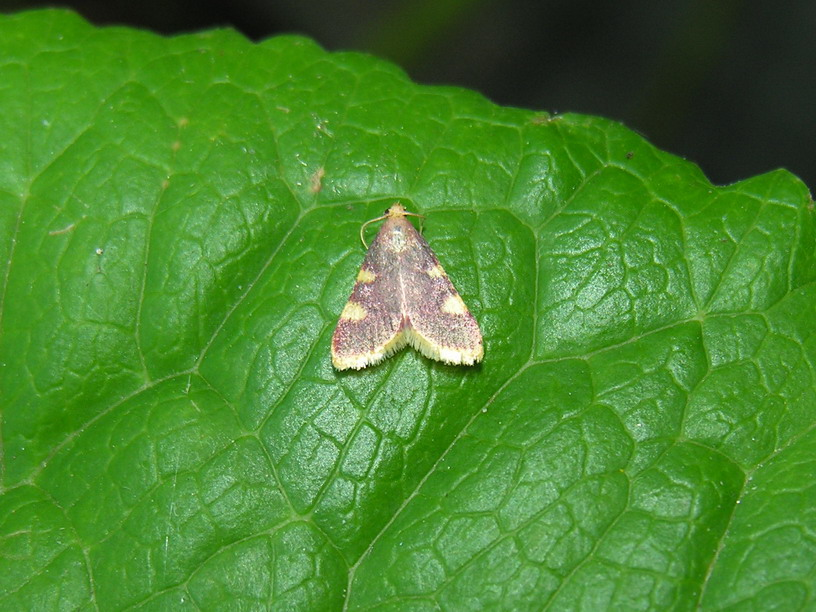